# Moravské dvojzpěvy

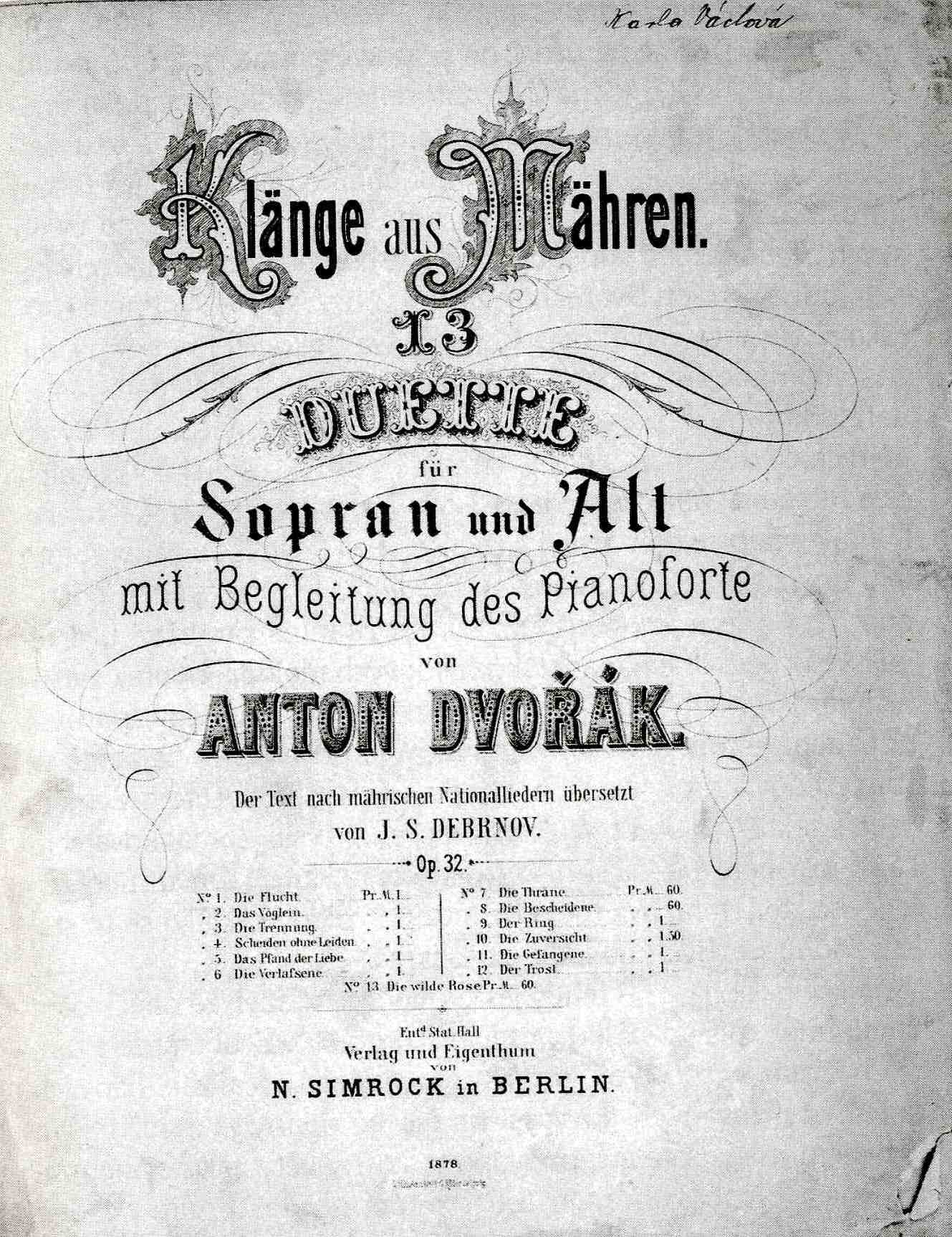
Titulní strana Moravských dvojzpěvů Antonína Dvořáka, vydané roku 1878 nakladatelstvím Fritz Simrock.

Moravské dvojzpěvy od Antonína Dvořáka je název cyklu zhudebněných 23 textů moravské lidové poezie pro dva hlasy s doprovodem klavíru.

## Popis
Skladby vznikly v letech 1875 až 1881. Dvojzpěvy, vydané ve třech svazcích, op. 20 (B. 50), op. 32 (B. 60 a 62), a op. 38 (B. 69), zaujímají významné místo mezi ostatními Dvořákovými skladbami. Patnáct duetů z op. 32 je z celého cyklu nejznámější. Všeobecný zájem o Moravské dvojzpěvy byl rozhodující pro další Dvořákovu práci, která mu přinesla mezinárodní uznání.

## Seznam
| Op. | B.  | rok vydání | titul | titul | poznámky                                             |
| --- | --- | ---------- | --- | --- | ---------------------------------------------------- |
| 20  | 50  | 1875       | Tři duety pro soprán a tenor s doprovodem klavíru, op. 20 | Tři duety pro soprán a tenor s doprovodem klavíru, op. 20 |                                                      |
| 20  | 50  | 1875       | 1. Darmo sa ty trápíš, můj milý synečku 2. Zatoč se mně, galanečko 3. Ach, co je to za slavíček | Sušil č. 808, "Proměny", první dva verše Sušil č. 785, "Zpěv, hudba a tanec" Sušil š. 781, "Chudoba" |                                                      |
| 32  | 60  | 1876       | Cyklus II. – Duety pro dva soprány | Cyklus II. – Duety pro dva soprány | Původně vydané jako op. 29, později spojené s op. 32 |
| 32  | 60  | 1876       | 1. A já ti uplynu 2. Veleť, vtáčku 3. Dyby byla kosa nabróšená 4. V dobrým sme se sešli 5. Slavíkovský polečko malý | Sušil č. 808, z prostředka osmého verše písně "Marně sa ty trápíš " Sušil č. 787, "Vzdory" Sušil č. 790, "Seč" Sušil č. 786, "Společenské" Sušil č. 789, "Láska, děva a žena" |                                                      |
| 32  | 62  | 1876       | Cyklus III. – Duety pro soprán a kontralt s klavírním doprovodem | Cyklus III. – Duety pro soprán a kontralt s klavírním doprovodem | druhá část op. 32                                    |
| 32  | 62  | 1876       | 1. Okolo háječka 2. Letěl holúbek na pole 3. Krásná moja milá 4. Hraj, muziko, hraj 5. Vuře šohaj, vuře 6. Žalo děvče, žalo trávu 7. Hájíčku zelený 8. Šlo děvče na trávu 9. Pod hájíčkem zelená se oves 10. Zelenaj se, zelenaj | Sušil č. 324, "Voda a pláč" – text "z Rožnova" pozn. v rukopise Sušil č. 332, "Holub na javoře" Sušil č. 329, "Skromná" Sušil, section "Prsten", z "Nových sbírek" – text "z Cáhnova" pozn. v rukopise Sušil č. 237, "Vřezání do srdce" Sušil č. 188, "Zajatá" – text "z Pozlovic" pozn. v rukopise Sušil č. 263, "Neveta" Sušil č. 162, "Šípek" – text "z Příbora" pozn. v rukopise Sušil č. 774, "Život vojenský" Sušil č. 321, "Přípověď neslibná" – text "z Branek" pozn. v rukopise |                                                      |
| 38  | 69  | 1877       | Čtyři duety pro soprán a kontralt s doprovodem klavíru, op. 38 | Čtyři duety pro soprán a kontralt s doprovodem klavíru, op. 38 |                                                      |
| 38  | 69  | 1877       | 1. Zakukala zezulenka sedňa na boře 2. Sviť měsíčku vysoko 3. Jidú ženci z roli 4. Zrálo jabko, zrálo | Sušil č. 566, "Možnost" Sušil č. 575, "Jablko" Sušil č. 591, "Věneček" Sušil č. 593, "Hoře" |                                                      |
| –   | 107 | 1880       | Pět duetů pro čtyři ženské hlasy | Pět duetů pro čtyři ženské hlasy | výběr z op. 32 upravený pro čtyřhlas                 |
| –   | 107 | 1880       | 1. Letěl holúbek na pole 2. Zelenaj se, zelenaj 3. Šlo děvče na trávu 4. Veleť, vtáčku 5. Dyby byla kosa nabróšená | Sušil č. 332, "Holub na javoře" Sušil č. 321, "Přípověď neslibná" Sušil č. 162, "Šípek" Sušil č. 787, "Vzdory" Sušil č. 790, "Seč" |                                                      |
| –   | 118 | 1881       | Na tej našej střeše laštověnka nese | Sušil č. 362, "Obdar za dar"; pro soprán a alt s doprovodem klavíru |                                                      |